# جيمي كونستابل
جيمي كونستابل (بالإنجليزية: Jimmy Constable)‏ هو راقص بريطاني، ولد في 21 أغسطس 1971 في Toxteth ‏ في المملكة المتحدة.

## وصلات خارجية
- جيمي كونستابل على موقع ميوزك برينز (الإنجليزية)
- جيمي كونستابل على موقع ديسكوغز (الإنجليزية)